# Carl Brave
Carlo Luigi Coraggio (Roma, 23 de septiembre de 1989), más conocido como Carl Brave, es un rapero, cantautor y productor discográfico italiano.

## Biografía
Durante su adolescencia empieza a escribir los primeros versos rap, pero pasa la mayoría del tiempo a jugar a baloncesto, deporte que práctica desde los 11 hasta los 22 años, llevando las camisetas de Agrícola Gloria Montecatini, Itop Palestrina, Marconi y Vigna Pia, llegando hasta la categoría B. Después abandona la carrera de baloncestista y elige aquella musical, asistiendo el SAE Institute de Milán y llegando a ser también productor.
Después de la publicación del mixtape "Sempre peggio" vol. 1 (2012) con el grupo "Molto Peggio Crew", formado en 2007, debuta como solista en 2014 con "Brave EP" y, en el mismo periodo, se une con el rapper Enpashishi en el dúo electro-rap Wankers, y con él, en 2015, pública el Extended Play Where's Joe Wanker?. En el mismo periodo empieza a crear el colectivo Guasconi, del que forma parte también el grupo musical 126.
En 2016 empieza a trabajar a un álbum en solitario, Fase Rem, que nunca publicó, al que contribuyó también Franco126. En septiembre del mismo año, los dos empiezan un proyecto juntos, Carl Bravas x Franco126, y dos años después publican el álbum Polaroid y numerosos únicos. En julio de 2017, el duo pública Barceloneta, en colaboración con Coez.
En 2018 empieza su carrera como solista y pública su primer sencillo, Fotografía, con Francesca Michielin y el rapero Fabri Fibra. La canción forma parte de su primer álbum de solista Notti brave, en el que hay otras colaboraciones, como Camel blu (Camel azules), en colaboración con Giorgio Poi, Chapeau, junto a Frah Quintale y Parco Gondar, junto a Coez.
El 15 de noviembre de 2018 es huésped en el programa de música X Factor en Sky Uno, donde presenta su nuevo sencillo Posso, publicado el 16 de noviembre de 2018 en colaboración con Max Gazzè, que ha anticipado la publicación del EP "Notti Brave (After)", publicado el 30 de noviembre de 2018. El EP fue promocionado el sucesivo 22 de marzo con el segundo sencillo Merci. El 3 de mayo de 2019 colaboró junto a Elisa al sencillo Vivere tutte le vite, mientras que el 30 de agosto de 2019 colaboró con Shablo y Marracash al sencillo "Noci sto".
El 22 de enero de 2020 pública el sencillo Che Poi, seguido  por Regina Coeli" en marzo, en mayo por Spigoli (con Mara Sattei y Tha Supremas) y en junio por Fratellì. El 9 de octubre, en cambio, pública su segundo álbum Coraggio, promocionado por el sencillo Parli Parli junto a Elodie.

## Discografía

### De solista
Álbum en estudio
- 2018 – Notti brave
- 2020 – Coraggio

- 2018 – Notti brave (After)

Singles como artista principal
- 2016 – Non importa (con Seany126)
- 2016 – Santo Graal (feat. #Franco126)
- 2017 – E10 (feat. Pretty Solero)
- 2018 – Fotografia (feat. Francesca Michielin y Fabri Fibra)
- 2018 – Posso (feat. Max Gazzè)
- 2019 – Merci
- 2019 – Non ci sto (con Shablo y Marracash)
- 2020 – Che poi
- 2020 – Regina Coeli
- 2020 – Spigoli (con Mara Sattei y Tha Supremas)
- 2020 – Fratellì
- 2020 – Parli parli (feat. Elodie)

Singles como artista huéspeda
- 2019 – Vivere tutte le vite (Elisa feat. Carl Brave)
- 2020 – Marionette (Random feat. Carl Bravas)
- 2020 – Un'altra brasca (DJ Gengis feat. Gemello & Carl Brave)

Colaboraciones
- 2020 – Francesca Michielin feat. Carl Brave – Star Trek (de Feat (estado de naturaleza))
- 2020 – Vale Lambo feat. Carl Brave – Neve (de Come il mare)

### Con los Wankers
- 2015 – Where's Joe Wanker?

### Carl Bravas x Franco126
- 2017 – Polaroid